# Lijst van rijksmonumenten in de Haarlemmerbuurt
Een overzicht van rijksmonumenten in de stad Amsterdam. Van de 7324 inschrijvingen (inclusief onderdelen van objecten) in Amsterdam liggen er 409 in de Haarlemmerbuurt.
| Object | Oorspronkelijke functie?  | Bouwjaar                                | Architect                                        | Locatie                     | Coördinaten?                  | Nr.?   | Afbeelding |
| --- | ------------------------- | --------------------------------------- | ------------------------------------------------ | --------------------------- | ----------------------------- | ------ | --- |
| Pand met halsgevel met gedeelde vleugelstukken en volutenafdekking | Gebouw                    | tweede kwart 18e eeuw                   |                                                  | Bickersgracht 16            | 52° 23' 4" NB, 4° 53' 19" OL  | 447    | Pand met halsgevel met gedeelde vleugelstukken en volutenafdekking                                                       |
| Huis met gevel onder door dakvenster doorbroken lijst | Gebouw                    | 17e/18e/19e eeuw                        |                                                  | Bickersgracht 18            | 52° 23' 4" NB, 4° 53' 19" OL  | 448    | Huis met gevel onder door dakvenster doorbroken lijst                                                                    |
| Pand met gevel onder latere armelijke top | Gebouw                    | 17e eeuw                                |                                                  | Bickersgracht 22            | 52° 23' 4" NB, 4° 53' 20" OL  | 449    | Upload foto |
| Pand met gevel met latere punttop | Gebouw                    | 17e eeuw                                |                                                  | Bickersgracht 24            | 52° 23' 4" NB, 4° 53' 20" OL  | 450    | Pand met gevel met latere punttop                                                                                        |
| Pand onder schilddak met gevel onder rechte triglyfenlijst met twee consoles | Gebouw                    | laatste kwart 18e eeuw                  |                                                  | Bickersgracht 30A           | 52° 23' 5" NB, 4° 53' 20" OL  | 451    | Pand onder schilddak met gevel onder rechte triglyfenlijst met twee consoles                                             |
| Huis met eenvoudige ingezwenkte halsgevel | Gebouw                    | tweede helft 18e eeuw                   |                                                  | Bickersgracht 220           | 52° 23' 9" NB, 4° 53' 20" OL  | 329000 | Meer afbeeldingen |
| Pand met gepleisterde halsgevel met gedeelde vleugelstukken | Gebouw                    | 18e/19e eeuw                            |                                                  | Bickersgracht 224           | 52° 23' 10" NB, 4° 53' 20" OL | 328990 | Meer afbeeldingen |
| Faam | Gebouw                    | ca. 1650                                |                                                  | Bickersgracht 256           | 52° 23' 11" NB, 4° 53' 20" OL | 453    | Meer afbeeldingen |
| Pand met gevel onder rechte lijst waarboven een schilddak | Gebouw                    | 18e/19e eeuw                            |                                                  | Binnen Brouwersstraat 1     | 52° 22' 49" NB, 4° 53' 28" OL | 826    | Pand met gevel onder rechte lijst waarboven een schilddak                                                                |
| Pand met gevel met ontlastingsbogen boven de vensters | Gebouw                    | 17e/19e eeuw                            |                                                  | Binnen Brouwersstraat 3     | 52° 22' 49" NB, 4° 53' 28" OL | 827    | Pand met gevel met ontlastingsbogen boven de vensters                                                                    |
| Pand met gevel onder rechte lijst met consoles | Woonhuis                  | midden 19e eeuw                         |                                                  | Binnen Brouwersstraat 5     | 52° 22' 49" NB, 4° 53' 27" OL | 828    | Pand met gevel onder rechte lijst met consoles                                                                           |
| Pand met halsgevel | Gebouw                    | 18e/19e eeuw                            |                                                  | Binnen Brouwersstraat 7     | 52° 22' 49" NB, 4° 53' 27" OL | 829    | Pand met halsgevel |
| Pand met gevel onder rechte door een dakvenster doorbroken lijst | Gebouw                    | 19e eeuw                                |                                                  | Binnen Brouwersstraat 9     | 52° 22' 49" NB, 4° 53' 27" OL | 830    | Pand met gevel onder rechte door een dakvenster doorbroken lijst                                                         |
| Pand met halsgevel met gedeelde vleugelstukken | Gebouw                    | tweede kwart 18e eeuw                   |                                                  | Binnen Brouwersstraat 11    | 52° 22' 49" NB, 4° 53' 27" OL | 831    | Pand met halsgevel met gedeelde vleugelstukken                                                                           |
| Pand met vlakke trapgevel waarin empire roedenverdeling | Gebouw                    | 17e eeuw                                |                                                  | Binnen Brouwersstraat 13A/B | 52° 22' 48" NB, 4° 53' 27" OL | 832    | Pand met vlakke trapgevel waarin empire roedenverdeling                                                                  |
| Huis met gevel onder ingezwenkte hals met rollagen | Gebouw                    | 17e/18e/19e eeuw                        |                                                  | Binnen Brouwersstraat 25    | 52° 22' 48" NB, 4° 53' 26" OL | 833    | Meer afbeeldingen |
| Pand met ingezwenkte halsgevel | Gebouw                    | laat derde kwart 18e eeuw               |                                                  | Binnen Brouwersstraat 27    | 52° 22' 48" NB, 4° 53' 26" OL | 834    | Meer afbeeldingen |
| Huis met gevel waarvan de top | Gebouw                    | 17e/18e/19e eeuw                        |                                                  | Binnen Brouwersstraat 31    | 52° 22' 48" NB, 4° 53' 26" OL | 835    | Meer afbeeldingen |
| Pand met gevel onder rechte klossenlijst | Woonhuis                  | eerste helft 19e eeuw                   |                                                  | Binnen Brouwersstraat 33    | 52° 22' 48" NB, 4° 53' 26" OL | 836    | Meer afbeeldingen |
| Pand met gevel onder rechte lijst waarboven gepleisterde punttop | Werk-woonhuis             | 17e/18e/19e eeuw                        |                                                  | Binnen Brouwersstraat 35    | 52° 22' 47" NB, 4° 53' 26" OL | 837    | Meer afbeeldingen |
| Pand met boven de pui | Gebouw                    | 18e/19e eeuw                            |                                                  | Binnen Brouwersstraat 2A    | 52° 22' 49" NB, 4° 53' 27" OL | 838    | Meer afbeeldingen |
| Pand met gave ingezwenkte halsgevel met volutenafdekking | Werk-woonhuis             | derde kwart 18e eeuw en later           |                                                  | Binnen Brouwersstraat 4     | 52° 22' 49" NB, 4° 53' 27" OL | 839    | Meer afbeeldingen |
| Pand met halsgevel met gedeelde vleugelstukken en palmet in de afdekking | Gebouw                    | 1741                                    |                                                  | Binnen Brouwersstraat 22A   | 52° 22' 49" NB, 4° 53' 26" OL | 840    | Meer afbeeldingen |
| Pand met gevel onder rechte lijst | Gebouw                    | eerste helft 19e eeuw                   |                                                  | Binnen Brouwersstraat 24A   | 52° 22' 49" NB, 4° 53' 26" OL | 841    | Pand met gevel onder rechte lijst                                                                                        |
| Pand met gevel bekroond door een klokvormige top onder rollagen | Gebouw                    | 18e/19e eeuw                            |                                                  | Binnen Brouwersstraat 42A   | 52° 22' 48" NB, 4° 53' 25" OL | 842    | Pand met gevel bekroond door een klokvormige top onder rollagen                                                          |
| Hoekhuis met halsgevel met gedeelde vleugelstukken en een theeketel benevens het jaartal in de afdekking | Gebouw                    | 1732                                    |                                                  | Buiten Brouwersstraat 2B    | 52° 22' 52" NB, 4° 53' 29" OL | 843    | Meer afbeeldingen |
| Pand met halsgevel met gedeelde vleugelstukken en het jaartal op een steen boven de hijsbalk | Gebouw                    | 1733                                    |                                                  | Buiten Brouwersstraat 4     | 52° 22' 52" NB, 4° 53' 29" OL | 844    | Meer afbeeldingen |
| Pand met halsgevel met volutenafdekking en gesneden houten pui waarin oorspronkelijke beneden- en bovenhuisindeling | Gebouw                    | 1733 of 1735                            |                                                  | Buiten Brouwersstraat 6     | 52° 22' 52" NB, 4° 53' 29" OL | 845    | Meer afbeeldingen |
| Pand met halsgevel met volutenafdekking | Gebouw                    | 1733 of 1735                            |                                                  | Buiten Brouwersstraat 8     | 52° 22' 52" NB, 4° 53' 29" OL | 846    | Meer afbeeldingen |
| Huis met ingezwenkte halsgevel onder siertrossen waarvan de afdekking is verdwenen | Gebouw                    | 1615                                    |                                                  | Buiten Brouwersstraat 14    | 52° 22' 51" NB, 4° 53' 28" OL | 847    | Meer afbeeldingen |
| Pand met gevel bekroond door een klokvormige top onder rollagen | Gebouw                    | 18e eeuw                                |                                                  | Buiten Brouwersstraat 18    | 52° 22' 51" NB, 4° 53' 28" OL | 848    | Meer afbeeldingen |
| Huis met ingezwenkte halsgevel | Gebouw                    | 17e/18e/19e eeuw                        |                                                  | Buiten Brouwersstraat 20    | 52° 22' 51" NB, 4° 53' 28" OL | 849    | Meer afbeeldingen |
| Pand met halsgevel met gedeelde vleugelstukken en volutenafdekking | Gebouw                    | tweede kwart 18e eeuw                   |                                                  | Buiten Brouwersstraat 22    | 52° 22' 51" NB, 4° 53' 28" OL | 850    | Meer afbeeldingen |
| Pand met ingezwenkte halsgevel met goede roedenverdeling op de verdiepingen | Gebouw                    | mogelijk derde kwart 18e eeuw           |                                                  | Buiten Dommersstraat 15     | 52° 23' 0" NB, 4° 53' 11" OL  | 910    | Meer afbeeldingen |
| Gebouwd voor Mr. Harm Smeengeschool | Onderwijs en wetenschap   | 1924-1925                               | Pieter Lucas Marnette Dienst der Publieke Werken | Droogbak 1CD                | 52° 22' 49" NB, 4° 53' 42" OL | 518379 | Meer afbeeldingen |
| De Droogbak. Pand met ingezwenkte halsgevel | Gebouw                    | derde kwart 18e eeuw                    |                                                  | Droogbak 1                  | 52° 22' 47" NB, 4° 53' 39" OL | 924    | De Droogbak. Pand met ingezwenkte halsgevel                                                                              |
| Zeer breed stal- of koetshuis onder schilddak waarin twee dakkapellen | Opslag                    | 18e eeuw                                |                                                  | Droogbak 2                  | 52° 22' 47" NB, 4° 53' 39" OL | 925    | Meer afbeeldingen |
| Pand met gepleisterde gevel onder rechte lijst, per verdieping gesierd met neo-renaissance pilasterorden en randboogvensters | Gebouw                    | derde kwart 19e eeuw                    |                                                  | Droogbak 4A                 | 52° 22' 47" NB, 4° 53' 38" OL | 926    | Meer afbeeldingen |
| Pand met pilastergevel van ongebruikelijk ontwerp, met attiekverdieping en tot punttop gewijzigde beëindiging | Gebouw                    | 17e/18e eeuw                            |                                                  | Droogbak 5A                 | 52° 22' 47" NB, 4° 53' 38" OL | 927    | Meer afbeeldingen |
| Pand met pilastergevel van ongebruikelijk ontwerp, met attiekverdieping en tot punttop gewijzigde beëindiging | Gebouw                    | 17e/18e eeuw                            |                                                  | Droogbak 6A                 | 52° 22' 47" NB, 4° 53' 38" OL | 928    | Meer afbeeldingen |
| Pand met gevel onder rechte lijst met consoles | Gebouw                    | eerste helft 19e eeuw                   |                                                  | Droogbak 9                  | 52° 22' 48" NB, 4° 53' 37" OL | 929    | Pand met gevel onder rechte lijst met consoles                                                                           |
| Pand met gevel met rechte lijst | Gebouw                    | 18e/19e eeuw                            |                                                  | Droogbak 10                 | 52° 22' 48" NB, 4° 53' 37" OL | 930    | Pand met gevel met rechte lijst                                                                                          |
| Woonhuis in een neo-Hollandse-renaissance stijl | Woonhuis                  | 1883                                    | A.C. Bleys                                       | Droogbak 13                 | 52° 22' 48" NB, 4° 53' 36" OL | 518378 | Meer afbeeldingen |
| Pand met gevel onder rechte lijst | Gebouw                    | derde kwart 19e eeuw                    |                                                  | Droogbak 14A                | 52° 22' 49" NB, 4° 53' 36" OL | 931    | Pand met gevel onder rechte lijst                                                                                        |
| Pand met ingezwenkte halsgevel | Gebouw                    | 1777                                    |                                                  | Droogbak 15A                | 52° 22' 49" NB, 4° 53' 36" OL | 932    | Pand met ingezwenkte halsgevel                                                                                           |
| Pand met ingezwenkte halsgevel | Gebouw                    | eerste of tweede kwart 18e eeuw         |                                                  | Droogbak 16                 | 52° 22' 49" NB, 4° 53' 36" OL | 933    | Meer afbeeldingen |
| Hoekhuis met ingezwenkte halsgevel met drie eenden in de afdekking | Gebouw                    | derde kwart 18e eeuw                    |                                                  | Droogbak 17                 | 52° 22' 49" NB, 4° 53' 35" OL | 934    | Meer afbeeldingen |
| Pand met halsgevel met s-vormige vleugelstukken | Gebouw                    | ca. 1750                                |                                                  | Haarlemmer Houttuinen 1A    | 52° 22' 49" NB, 4° 53' 34" OL | 1275   | Pand met halsgevel met s-vormige vleugelstukken                                                                          |
| Huis met hoge gevel onder rechte lijst met consoles | Gebouw                    | tweede of laatste kwart 18e eeuw        |                                                  | Haarlemmer Houttuinen 3A    | 52° 22' 49" NB, 4° 53' 34" OL | 1276   | Huis met hoge gevel onder rechte lijst met consoles                                                                      |
| Pand met gevel onder rechte lijst met consoles | Gebouw                    | laatste kwart 18e eeuw                  |                                                  | Haarlemmer Houttuinen 5     | 52° 22' 49" NB, 4° 53' 34" OL | 1277   | Pand met gevel onder rechte lijst met consoles                                                                           |
| Pand met ingezwenkte halsgevel met vrouwenfiguur met wapen van Enkhuizen onder de afdekking | Werk-woonhuis             | derde kwart 18e eeuw                    |                                                  | Haarlemmer Houttuinen 7     | 52° 22' 50" NB, 4° 53' 33" OL | 1278   | Pand met ingezwenkte halsgevel met vrouwenfiguur met wapen van Enkhuizen onder de afdekking                              |
| Pand met gevel onder rechte lijst met consoles | Woonhuis                  | laatste kwart 18e eeuw                  |                                                  | Haarlemmer Houttuinen 9     | 52° 22' 50" NB, 4° 53' 33" OL | 1279   | Pand met gevel onder rechte lijst met consoles                                                                           |
| Pand met zeer gave halsgevel met gedeelde vleugelstukken, houten pui met deur | Gebouw                    | tweede kwart 18e eeuw                   |                                                  | Haarlemmer Houttuinen 11    | 52° 22' 50" NB, 4° 53' 33" OL | 1280   | Pand met zeer gave halsgevel met gedeelde vleugelstukken, houten pui met deur                                            |
| Pand met ingezwenkte halsgevel | Gebouw                    | 18e eeuw (pand) midden 17e eeuw (poort) |                                                  | Haarlemmer Houttuinen 13    | 52° 22' 50" NB, 4° 53' 33" OL | 1281   | Pand met ingezwenkte halsgevel                                                                                           |
| Pand met houten gevel onder rechte lijst met consoles en triglyfen | Gebouw                    | laatste kwart 18e eeuw                  |                                                  | Haarlemmer Houttuinen 17    | 52° 22' 50" NB, 4° 53' 32" OL | 1282   | Pand met houten gevel onder rechte lijst met consoles en triglyfen                                                       |
| Pand met houten gevel onder rechte lijst met consoles | Gebouw                    | laatste kwart 18e eeuw                  |                                                  | Haarlemmer Houttuinen 19    | 52° 22' 50" NB, 4° 53' 32" OL | 1283   | Pand met houten gevel onder rechte lijst met consoles                                                                    |
| Pand met houten gevel onder rechte lijst met consoles | Gebouw                    | laatste kwart 18e eeuw                  |                                                  | Haarlemmer Houttuinen 21    | 52° 22' 50" NB, 4° 53' 32" OL | 1284   | Pand met houten gevel onder rechte lijst met consoles                                                                    |
| Pand met halsgevel met gedeelde vleugelstukken | Gebouw                    | 18e eeuw                                |                                                  | Haarlemmer Houttuinen 25A   | 52° 22' 51" NB, 4° 53' 31" OL | 1285   | Pand met halsgevel met gedeelde vleugelstukken                                                                           |
| Pakhuis met op top na gave puntgevel | Gebouw                    | 18e eeuw                                |                                                  | Haarlemmer Houttuinen 37    | 52° 22' 52" NB, 4° 53' 28" OL | 1286   | Meer afbeeldingen |
| Pand met houten gevel onder rechte lijst met dakkapel | Gebouw                    | ca. 1800                                |                                                  | Haarlemmer Houttuinen 41    | 52° 22' 52" NB, 4° 53' 28" OL | 1287   | Meer afbeeldingen |
| Pand met gevel onder gesneden rechte lijst | Gebouw                    | ca. 1800                                |                                                  | Haarlemmer Houttuinen 43    | 52° 22' 53" NB, 4° 53' 28" OL | 1288   | Meer afbeeldingen |
| De Posthoorn, parochiekerk van O.L. Vrouw Onbevlekt Ontvangen | Kerk en kerkonderdeel     | 1860-1863                               | P.J.H.Cuypers                                    | Haarlemmer Houttuinen 49    | 52° 22' 53" NB, 4° 53' 26" OL | 1289   | Meer afbeeldingen |
| Pand met gevel onder rechte triglyfenlijst waarin 1780 | Gebouw                    | 1780 (jaartal)                          |                                                  | Haarlemmer Houttuinen 63    | 52° 22' 54" NB, 4° 53' 25" OL | 1290   | Pand met gevel onder rechte triglyfenlijst waarin 1780                                                                   |
| Pand met gevel van het 'type met grote blokken' waarvan de trappentop is vervangen door een ingezwenkte hals onder rollagen | Gebouw                    | 17e/18e/19e eeuw                        |                                                  | Haarlemmer Houttuinen 65    | 52° 22' 54" NB, 4° 53' 25" OL | 1291   | Meer afbeeldingen |
| Pakhuis met gevel onder rechte lijst met twee consoles | Gebouw                    | laatste kwart 18e eeuw                  |                                                  | Haarlemmer Houttuinen 257   | 52° 22' 56" NB, 4° 53' 22" OL | 1292   | Pakhuis met gevel onder rechte lijst met twee consoles                                                                   |
| Pand met ingezwenkte halsgevel | Gebouw                    | 18e eeuw                                |                                                  | Haarlemmer Houttuinen 291   | 52° 22' 56" NB, 4° 53' 21" OL | 1293   | Pand met ingezwenkte halsgevel                                                                                           |
| Pand met halsgevel met geblokte pui | Gebouw                    | eerst helft 18e eeuw                    |                                                  | Haarlemmerplein 9           | 52° 23' 3" NB, 4° 53' 2" OL   | 1355   | Pand met halsgevel met geblokte pui                                                                                      |
| Pand met drie verdiepingen onder zadeldak, voorzien van halsgevel en rijk gebeeldhouwde klauwstukken en kuifstuk in natuursteen | Gebouw                    | tweede kwart 18e eeuw                   |                                                  | Haarlemmerplein 23          | 52° 23' 3" NB, 4° 53' 0" OL   | 1356   | Meer afbeeldingen |
| Haarlemmerpoort | Fort, vesting en -onderdl | 1840                                    |                                                  | Haarlemmerplein 50          | 52° 23' 6" NB, 4° 52' 60" OL  | 1357   | Meer afbeeldingen |
| Luthers wees- en oudeliedenhuis en West-Indisch Huis | Handel en kantoor         | 1617 en ouder                           |                                                  | Herenmarkt 95               | 52° 22' 47" NB, 4° 53' 31" OL | 1372   | Meer afbeeldingen |
| Pand met gevel onder rechte lijst | Gebouw                    | eerste helft 19e eeuw                   |                                                  | Herenmarkt 9A               | 52° 22' 47" NB, 4° 53' 32" OL | 1956   | Meer afbeeldingen |
| Pand met gevel onder rechte lijst | Gebouw                    | eerste helft 19e eeuw                   |                                                  | Herenmarkt 17A              | 52° 22' 47" NB, 4° 53' 31" OL | 1957   | Meer afbeeldingen |
| Pand met gepleisterde gevel onder rechte lijst met consoles | Gebouw                    |                                         |                                                  | Herenmarkt 19A              | 52° 22' 47" NB, 4° 53' 31" OL | 1958   | Meer afbeeldingen |
| Pand met halsgevel | Gebouw                    | 17e eeuw (pand) 19e eeuw (onderpui)     |                                                  | Herenmarkt 21               | 52° 22' 46" NB, 4° 53' 31" OL | 1959   | Meer afbeeldingen |
| Pand met gevel onder geknikte lijst | Gebouw                    | derde kwart 19e eeuw                    |                                                  | Herenmarkt 4                | 52° 22' 49" NB, 4° 53' 29" OL | 1960   | Pand met gevel onder geknikte lijst                                                                                      |
| Pand met gave gevel onder rechte lijst waarop dakkapel | Gebouw                    | eerste kwart 19e eeuw                   |                                                  | Herenmarkt 6                | 52° 22' 48" NB, 4° 53' 29" OL | 1961   | Pand met gave gevel onder rechte lijst waarop dakkapel                                                                   |
| Pand met halsgevel met gedeelde vleugelstukken en wapenschild in de afdekking | Gebouw                    | 1725                                    |                                                  | Herenmarkt 8                | 52° 22' 48" NB, 4° 53' 29" OL | 1962   | Pand met halsgevel met gedeelde vleugelstukken en wapenschild in de afdekking                                            |
| Pand met goed bewaarde ingezwenkte halsgevel met gesneden pui, dito deuren en goede roedenverdeling op de verdiepingen | Gebouw                    | derde kwart 18e eeuw                    |                                                  | Herenmarkt 14               | 52° 22' 48" NB, 4° 53' 29" OL | 1963   | Pand met goed bewaarde ingezwenkte halsgevel met gesneden pui, dito deuren en goede roedenverdeling op de verdiepingen   |
| Pand met halsgevel met gedeelde vleugelstukken en vazen | Gebouw                    | ca. 1725                                |                                                  | Herenmarkt 16               | 52° 22' 48" NB, 4° 53' 29" OL | 1964   | Pand met halsgevel met gedeelde vleugelstukken en vazen                                                                  |
| Pand met halsgevel met gedeelde vleugelstukken en palmet in de afdekking | Woonhuis                  | tweede kwart 18e eeuw                   |                                                  | Herenmarkt 18               | 52° 22' 47" NB, 4° 53' 29" OL | 1965   | Pand met halsgevel met gedeelde vleugelstukken en palmet in de afdekking                                                 |
| Pand met gevel onder rechte lijst met consoles | Woonhuis                  | laatste kwart 18e eeuw                  |                                                  | Herenmarkt 22               | 52° 22' 47" NB, 4° 53' 29" OL | 1966   | Meer afbeeldingen |
| Pand met gevel onder rechte lijst | Gebouw                    | eerste helft 19e eeuw                   |                                                  | Herenmarkt 24               | 52° 22' 47" NB, 4° 53' 28" OL | 1967   | Pand met gevel onder rechte lijst                                                                                        |
| Hoekhuis met trapgevel en zijgevel, versierd in de trant met de grote boogblokken | Gebouw                    | tweede kwart 17e eeuw                   |                                                  | Herenmarkt 26               | 52° 22' 47" NB, 4° 53' 28" OL | 1968   | Meer afbeeldingen |
| Pand met halsgevel met ornament in de afdekking | Gebouw                    | eerste of tweede kwart 18e eeuw         |                                                  | Herenmarkt 24               | 52° 22' 47" NB, 4° 53' 28" OL | 1976   | Meer afbeeldingen |
| Pand met vlakke trapgevel | Woonhuis                  | 17e/18e/19e eeuw                        |                                                  | Grote Bickersstraat 281     | 52° 23' 10" NB, 4° 53' 21" OL | 329004 | Meer afbeeldingen |
| Pand met latere gevel onder rechte lijst | Gebouw                    | 17e eeuw (kern) 19e eeuw (lijst)        |                                                  | Binnen Oranjestraat 3       | 52° 22' 56" NB, 4° 53' 14" OL | 3962   | Meer afbeeldingen |
| Pand met latere gevel onder rechte lijst | Gebouw                    | 17e eeuw (kern) 19e eeuw (lijst)        |                                                  | Binnen Oranjestraat 5       | 52° 22' 56" NB, 4° 53' 14" OL | 3963   | Pand met latere gevel onder rechte lijst                                                                                 |
| Huis vanwege de zandstenen afdekkingen van de klokvormige top | Gebouw                    | derde kwart 18e eeuw                    |                                                  | Binnen Oranjestraat 11      | 52° 22' 55" NB, 4° 53' 13" OL | 3964   | Meer afbeeldingen |
| Pand met halsgevel | Gebouw                    | tweede kwart 18e eeuw                   |                                                  | Binnen Oranjestraat 8       | 52° 22' 56" NB, 4° 53' 14" OL | 3965   | Pand met halsgevel |
| Huis, vanwege de zandstenen onderdelen van de gevelhals | Gebouw                    | tweede kwart 18e eeuw                   |                                                  | Buiten Oranjestraat 12      | 52° 22' 58" NB, 4° 53' 16" OL | 3966   | Huis, vanwege de zandstenen onderdelen van de gevelhals                                                                  |
| Pand met klokgevel | Gebouw                    | tweede kwart 18e eeuw                   |                                                  | Buiten Oranjestraat 14      | 52° 22' 58" NB, 4° 53' 16" OL | 3967   | Pand met klokgevel |
| Huis met latere gepleisterde puntgevel | Gebouw                    | waarschijnlijk 17e eeuw (kern)          |                                                  | Buiten Oranjestraat 18      | 52° 22' 57" NB, 4° 53' 15" OL | 3968   | Meer afbeeldingen |
| Modelblok arbeiderswoningen van de Vereeniging ten behoeve der Arbeidersklasse te Amsterdam, voorbeeldproject met etagewoningen dat navolging moest krijgen, uitgevoerd met sobere, slechts door risalieten gelede gevels in opmerkelijk vrije eclectische trant | Gebouw                    | 1855-1856                               | P.J. Hamer                                       | Planciusstraat 8            | 52° 23' 12" NB, 4° 53' 5" OL  | 4102   | Meer afbeeldingen |
| Hoekhuis met trapgevel, versierd met grote boogblokken | Gebouw                    | 17e/18e eeuw                            |                                                  | Korte Prinsengracht 5       | 52° 22' 55" NB, 4° 53' 24" OL | 4690   | Meer afbeeldingen |
| Pand met pilastergevel onder klokvormige top en met geblokte pui | Gebouw                    | 17e/18e eeuw                            |                                                  | Korte Prinsengracht 7       | 52° 22' 54" NB, 4° 53' 24" OL | 4692   | Meer afbeeldingen |
| Pand met pilaster-halsgevel met gevelsteen | Gebouw                    | 1653 (gevelsteen)                       |                                                  | Korte Prinsengracht 9       | 52° 22' 54" NB, 4° 53' 24" OL | 4693   | Meer afbeeldingen |
| Pand met halsgevel | Werk-woonhuis             | 18e/19e eeuw                            |                                                  | Korte Prinsengracht 23      | 52° 22' 53" NB, 4° 53' 23" OL | 4694   | Pand met halsgevel |
| Pand met gevel onder rechte lijst | Gebouw                    | eerste helft 19e eeuw                   |                                                  | Korte Prinsengracht 97      | 52° 22' 51" NB, 4° 53' 21" OL | 4696   | Pand met gevel onder rechte lijst                                                                                        |
| Pand met klokgevel met twee stoepen | Gebouw                    | ca. 1750                                |                                                  | Korte Prinsengracht 99      | 52° 22' 51" NB, 4° 53' 21" OL | 4697   | Pand met klokgevel met twee stoepen                                                                                      |
| Pakhuis | Gebouw                    | 1772                                    |                                                  | Korte Prinsengracht 103     | 52° 22' 50" NB, 4° 53' 20" OL | 4698   | Meer afbeeldingen |
| Pand met 18e-eeuwse gevel, bekroond door een 19e-eeuwse klokvormige top onder rollagen | Gebouw                    | 18e/19e eeuw                            |                                                  | Korte Prinsengracht 6A      | 52° 22' 56" NB, 4° 53' 22" OL | 4699   | Pand met 18e-eeuwse gevel, bekroond door een 19e-eeuwse klokvormige top onder rollagen                                   |
| Pakhuis met gevel onder latere top | Gebouw                    | 1800                                    |                                                  | Korte Prinsengracht 10H     | 52° 22' 55" NB, 4° 53' 22" OL | 4700   | Meer afbeeldingen |
| Pand met puntgevel | Gebouw                    | 18e eeuw                                |                                                  | Korte Prinsengracht 12      | 52° 22' 55" NB, 4° 53' 22" OL | 4701   | Meer afbeeldingen |
| Dubbel pakhuis met trapeziumgevel, gevelsteen en vakwerkpui | Gebouw                    | 1656                                    |                                                  | Korte Prinsengracht 14      | 52° 22' 55" NB, 4° 53' 21" OL | 4702   | Meer afbeeldingen |
| Pakhuis met puntgevel en twee oeils-de-boeuf | Gebouw                    | begin 18e eeuw                          |                                                  | Korte Prinsengracht 18A     | 52° 22' 55" NB, 4° 53' 21" OL | 4703   | Meer afbeeldingen |
| Pand met pilastergevel onder rollagentop | Gebouw                    | 17e/18e/19e eeuw                        |                                                  | Korte Prinsengracht 40      | 52° 22' 52" NB, 4° 53' 19" OL | 4704   | Meer afbeeldingen |
| Pand met gevel onder rechte lijst | Gebouw                    | midden 19e eeuw                         |                                                  | Korte Prinsengracht 42      | 52° 22' 52" NB, 4° 53' 19" OL | 4705   | Meer afbeeldingen |
| Pand met klokgevel onder rollagen en houten fronton | Gebouw                    | 19e eeuw                                |                                                  | Korte Prinsengracht 44      | 52° 22' 52" NB, 4° 53' 19" OL | 4706   | Meer afbeeldingen |
| Pand met gevel onder klokvormige top | Gebouw                    | 18e/19e eeuw                            |                                                  | Korte Prinsengracht 46      | 52° 22' 52" NB, 4° 53' 18" OL | 4707   | Meer afbeeldingen |
| Pand onder rechte, door een gemetselde dakkapel onderbroken lijst, waarboven een mansardedak | Gebouw                    | 18e eeuw                                |                                                  | Korte Prinsengracht 48      | 52° 22' 51" NB, 4° 53' 18" OL | 4708   | Meer afbeeldingen |
| Lepelaar | Gebouw                    | 17e eeuw                                |                                                  | Realengracht 22             | 52° 23' 15" NB, 4° 53' 23" OL | 4795   | Lepelaar |
| Lepelaar | Gebouw                    | 17e eeuw                                |                                                  | Realengracht 30             | 52° 23' 15" NB, 4° 53' 23" OL | 4796   | Meer afbeeldingen |
| Breed pakhuis met gevel onder trapeziumtop | Woonhuis                  | 17e eeuw                                |                                                  | Realengracht 13             | 52° 23' 15" NB, 4° 53' 20" OL | 4797   | Meer afbeeldingen |
| Pakhuis met gevel onder gewijzigde top | Gebouw                    | mogelijk 18e eeuw                       |                                                  | Realengracht 14             | 52° 23' 15" NB, 4° 53' 20" OL | 4798   | Meer afbeeldingen |
| Administratiegebouw | Handel en kantoor         | 1882-1884                               | C.B. Posthumus Meyjes                            | Droogbak 1A                 | 52° 22' 49" NB, 4° 53' 37" OL | 518416 | Meer afbeeldingen |
| Woonhuis met twee bovenhuizen | Woonhuis                  | 1893-1894                               | Herman Hendrik Baanders Gerrit van Arkel         | Korte Marnixkade 4          | 52° 23' 4" NB, 4° 52' 56" OL  | 518446 | Meer afbeeldingen |
| Pakhuis met puntgevel | Gebouw                    | 18e eeuw                                |                                                  | Nieuwe Teertuinen 11A       | 52° 23' 10" NB, 4° 53' 7" OL  | 5710   | Meer afbeeldingen |
| Pakhuis met puntgevel | Gebouw                    | 18e eeuw                                |                                                  | Nieuwe Teertuinen 12A       | 52° 23' 10" NB, 4° 53' 7" OL  | 5711   | Meer afbeeldingen |
| Pakhuis met puntgevel | Gebouw                    | 18e eeuw                                |                                                  | Nieuwe Teertuinen 13A       | 52° 23' 10" NB, 4° 53' 7" OL  | 5712   | Meer afbeeldingen |
| Pakhuis met puntgevel | Gebouw                    | 18e eeuw                                |                                                  | Nieuwe Teertuinen 14A       | 52° 23' 10" NB, 4° 53' 7" OL  | 5713   | Meer afbeeldingen |
| Huis, vanwege de zandstenen onderdelen van de klokvormige top en de gesneden puilijst | Woonhuis                  | derde kwart 18e eeuw                    |                                                  | Nieuwe Teertuinen 24        | 52° 23' 8" NB, 4° 53' 7" OL   | 5714   | Meer afbeeldingen |
| Dubbel huis van onstads type | Woonhuis                  | laatste kwart 18e eeuw                  |                                                  | Vierwindendwarsstraat 1     | 52° 23' 14" NB, 4° 53' 14" OL | 5861   | Meer afbeeldingen |
| Dubbel pakhuis met achterpakhuis | Gebouw                    | 18e eeuw                                |                                                  | Vierwindenstraat 203        | 52° 23' 15" NB, 4° 53' 11" OL | 5862   | Dubbel pakhuis met achterpakhuis                                                                                         |
| Zeer diep, naar achteren breder wordend pakhuis | Gebouw                    | 17e-18e eeuw                            |                                                  | Vierwindenstraat 203        | 52° 23' 15" NB, 4° 53' 11" OL | 5863   | Upload foto |
| Huis met op de originele bolle puibalk overgebouwde gevel onder klokvormige top met rollagen | Gebouw                    | midden 17e eeuw                         |                                                  | Vinkenstraat 1A             | 52° 22' 53" NB, 4° 53' 19" OL | 5864   | Huis met op de originele bolle puibalk overgebouwde gevel onder klokvormige top met rollagen                             |
| Huis met gevel op karakteristieke hoge houten pui en latere punttop | Gebouw                    | 17e eeuw                                |                                                  | Vinkenstraat 5A             | 52° 22' 53" NB, 4° 53' 18" OL | 5865   | Huis met gevel op karakteristieke hoge houten pui en latere punttop                                                      |
| Huis waarvan de insteek in de gevel boven de toen zeer gereduceerde houten pui is getrokken | Gebouw                    | 17e eeuw                                |                                                  | Vinkenstraat 7A             | 52° 22' 53" NB, 4° 53' 18" OL | 5866   | Huis waarvan de insteek in de gevel boven de toen zeer gereduceerde houten pui is getrokken                              |
| Pand met halsgevel | Gebouw                    | 1739                                    |                                                  | Vinkenstraat 9              | 52° 22' 53" NB, 4° 53' 18" OL | 5867   | Meer afbeeldingen |
| Huis met klokgevel | Gebouw                    | 17e/18e eeuw                            |                                                  | Vinkenstraat 55A            | 52° 22' 55" NB, 4° 53' 13" OL | 5868   | Huis met klokgevel |
| Huis met voorgevel onder rechte lijst waarop een rondbogige dakkapel | Gebouw                    | 17e eeuw (kern)                         |                                                  | Vinkenstraat 119            | 52° 22' 59" NB, 4° 53' 8" OL  | 5869   | Huis met voorgevel onder rechte lijst waarop een rondbogige dakkapel                                                     |
| Huis met gevel onder klokvormige top met rollagen | Woonhuis                  | 18e eeuw of ouder                       |                                                  | Vinkenstraat 121            | 52° 22' 59" NB, 4° 53' 7" OL  | 5870   | Meer afbeeldingen |
| Met nr 163 een complex etagewoningen vormend huis | Gebouw                    | tweede helft 19e eeuw of ouder          |                                                  | Vinkenstraat 161A           | 52° 23' 0" NB, 4° 53' 5" OL   | 5871   | Met nr 163 een complex etagewoningen vormend huis                                                                        |
| Met nr 161 een complex etagewoningen vormend huis met gepleisterde en van een veel later stomp punttopje voorziene gevel | Gebouw                    | 18e eeuw of ouder                       |                                                  | Vinkenstraat 163            | 52° 23' 0" NB, 4° 53' 5" OL   | 5872   | Met nr 161 een complex etagewoningen vormend huis met gepleisterde en van een veel later stomp punttopje voorziene gevel |
| Hoekhuis met halsgevel | Gebouw                    | tweede kwart 18e eeuw                   |                                                  | Vinkenstraat 165            | 52° 23' 0" NB, 4° 53' 5" OL   | 5873   | Meer afbeeldingen |
| In Huis met latere gevel onder klokvormige top met houten fronton | Gebouw                    | 17e eeuw (kern)                         |                                                  | Vinkenstraat 16             | 52° 22' 54" NB, 4° 53' 18" OL | 5874   | In Huis met latere gevel onder klokvormige top met houten fronton                                                        |
| Huis met 19e-eeuws gevel onder klokvormige top met rollagen en gebogen afdekking | Gebouw                    | 17e eeuw (kern)                         |                                                  | Vinkenstraat 20             | 52° 22' 54" NB, 4° 53' 18" OL | 5875   | Huis met 19e-eeuws gevel onder klokvormige top met rollagen en gebogen afdekking                                         |
| Huis uit de eerste helft van de 17e eeuw | Gebouw                    | eerste helft 17e eeuw                   |                                                  | Vinkenstraat 68A            | 52° 22' 55" NB, 4° 53' 15" OL | 5876   | Meer afbeeldingen |
| Huis met gevel onder 19e-eeuwse rechte lijst | Gebouw                    | 19e eeuw                                |                                                  | Vinkenstraat 70             | 52° 22' 56" NB, 4° 53' 14" OL | 5877   | Meer afbeeldingen |
| Huis met gevel onder midden-19e-eeuwse rechte lijst | Gebouw                    | midden 19e eeuw                         |                                                  | Vinkenstraat 74A            | 52° 22' 56" NB, 4° 53' 14" OL | 5878   | Meer afbeeldingen |
| Pand met halsgevel | Gebouw                    | tweede kwart 18e eeuw                   |                                                  | Vinkenstraat 182            | 52° 23' 2" NB, 4° 53' 3" OL   | 5880   | Meer afbeeldingen |
| Pand met halsgevel | Gebouw                    | eerste helft 18e eeuw                   |                                                  | Binnen Vissersstraat 9      | 52° 22' 46" NB, 4° 53' 35" OL | 5881   | Pand met halsgevel |
| Huis voorzien van een halsgevel met gedeelde vleugelstukken en een palmet in de afdekking | Gebouw                    | eerste helft 18e eeuw                   |                                                  | Binnen Vissersstraat 19H    | 52° 22' 46" NB, 4° 53' 35" OL | 5882   | Huis voorzien van een halsgevel met gedeelde vleugelstukken en een palmet in de afdekking                                |
| Pand met tot puntgevel gewijzigde trapgevel met houten pui | Gebouw                    | 17e eeuw                                |                                                  | Binnen Vissersstraat 27H    | 52° 22' 46" NB, 4° 53' 34" OL | 5883   | Pand met tot puntgevel gewijzigde trapgevel met houten pui                                                               |
| Bij de restauratie nagenoeg in de oude vorm herbouwd, in oorsprong uit de 17e eeuw daterend huis met latere gevel onder eenvoudige klokvormige top. | Gebouw                    | 17e eeuw (oorsprong)                    |                                                  | Binnen Vissersstraat 4      | 52° 22' 47" NB, 4° 53' 35" OL | 5884   | Meer afbeeldingen |
| Huis met gevel onder klokvormige top met rollagen | Gebouw                    | 18e/19e eeuw                            |                                                  | Binnen Vissersstraat 6      | 52° 22' 47" NB, 4° 53' 34" OL | 5885   | Meer afbeeldingen |
| Huis met gevel onder klokvormige top met rollagen | Gebouw                    | derde kwart 19e eeuw                    |                                                  | Binnen Vissersstraat 10A    | 52° 22' 46" NB, 4° 53' 34" OL | 5886   | Meer afbeeldingen |
| Huis, vanwege de zandstenen afdekkingen van de klokvormige top | Gebouw                    | derde kwart 18e eeuw                    |                                                  | Binnen Vissersstraat 12H    | 52° 22' 46" NB, 4° 53' 34" OL | 5887   | Meer afbeeldingen |
| Pand met klokgevel | Woonhuis                  | 1684                                    |                                                  | Binnen Vissersstraat 20     | 52° 22' 46" NB, 4° 53' 34" OL | 5888   | Pand met klokgevel |
| Huis met gevel onder rechte lijst | Werk-woonhuis             | eerste kwart 19e eeuw                   |                                                  | Buiten Vissersstraat 3      | 52° 22' 48" NB, 4° 53' 36" OL | 5889   | Huis met gevel onder rechte lijst                                                                                        |
| Huis met eenvoudige trapgevel op houten pui | Woonhuis                  | 17e eeuw                                |                                                  | Binnen Wieringerstraat 5    | 52° 22' 47" NB, 4° 53' 34" OL | 6421   | Meer afbeeldingen |
| Pand met trapgevel | Gebouw                    | 17e eeuw                                |                                                  | Binnen Wieringerstraat 7    | 52° 22' 47" NB, 4° 53' 34" OL | 6422   | Meer afbeeldingen |
| Pand met halsgevel met deuromlijsting | Woonhuis                  | tweede kwart 18e eeuw                   |                                                  | Binnen Wieringerstraat 15   | 52° 22' 47" NB, 4° 53' 33" OL | 6423   | Meer afbeeldingen |
| Huis, vanwege de zandstenen onderdelen van de klokvormige geveltop | Gebouw                    | 1754                                    |                                                  | Binnen Wieringerstraat 23   | 52° 22' 46" NB, 4° 53' 33" OL | 6425   | Meer afbeeldingen |
| Pand met gevel onder rechte lijst | Werk-woonhuis             | midden 19e eeuw                         |                                                  | Binnen Wieringerstraat 25   | 52° 22' 46" NB, 4° 53' 33" OL | 6426   | Meer afbeeldingen |
| Pand met gepleisterde trapgevel | Gebouw                    | eerste helft 17e eeuw                   |                                                  | Binnen Wieringerstraat 4    | 52° 22' 48" NB, 4° 53' 33" OL | 6427   | Meer afbeeldingen |
| Huis met 19e-eeuwse gevel onder enigszins klokvormige top met rollagen en gebogen stenen afdekking | Gebouw                    | 17e eeuw (kern)                         |                                                  | Binnen Wieringerstraat 10A  | 52° 22' 47" NB, 4° 53' 33" OL | 6428   | Meer afbeeldingen |
| Met nr 14 een complex etagewoningen vormend huis | Gebouw                    | 17e eeuw                                |                                                  | Binnen Wieringerstraat 16   | 52° 22' 47" NB, 4° 53' 33" OL | 6429   | Meer afbeeldingen |
| Pand met gevel onder rechte lijst | Gebouw                    | eerste helft 19e eeuw                   |                                                  | Binnen Wieringerstraat 18   | 52° 22' 47" NB, 4° 53' 33" OL | 6430   | Meer afbeeldingen |
| Huis, vanwege zandstenen onderdelen van de gevelhals | Gebouw                    | 1736                                    |                                                  | Binnen Wieringerstraat 20   | 52° 22' 47" NB, 4° 53' 32" OL | 6431   | Meer afbeeldingen |
| Huis met gevel onder klokvormige top met rollagen | Woonhuis                  | 18e eeuw of ouder                       |                                                  | Binnen Wieringerstraat 22   | 52° 22' 47" NB, 4° 53' 32" OL | 6432   | Meer afbeeldingen |
| Pand met louis XV klokgevel | Gebouw                    | 1790                                    |                                                  | Binnen Wieringerstraat 24   | 52° 22' 46" NB, 4° 53' 32" OL | 6433   | Meer afbeeldingen |
| Huis met latere gevel onder klokvormige top met rollagen | Gebouw                    | 17e eeuw (kern)                         |                                                  | Binnen Wieringerstraat 26   | 52° 22' 46" NB, 4° 53' 32" OL | 6434   | Meer afbeeldingen |
| Huis met onversierde ontlastingsbogen in de door een 19e-eeuwse klokvormige top met rollagen bekroonde gevel | Gebouw                    | 17e eeuw                                |                                                  | Binnen Wieringerstraat 28   | 52° 22' 46" NB, 4° 53' 32" OL | 6435   | Meer afbeeldingen |
| Zijgevel van het pand Droogbak 17 | Gebouw                    |                                         |                                                  | Buiten Wieringerstraat 1    | 52° 22' 49" NB, 4° 53' 35" OL | 6436   | Meer afbeeldingen |
| Hoekhuis waarvan de voorgevel een latere rollagentop heeft en de zijgevel op balkknoppen is overgebouwd | Gebouw                    | tweede helft 17e eeuw                   |                                                  | Buiten Wieringerstraat 2    | 52° 22' 49" NB, 4° 53' 35" OL | 6437   | Meer afbeeldingen |
| Pand met klokgevel met oeils-de-boeuf | Gebouw                    | tweede helft 17e eeuw                   |                                                  | Buiten Wieringerstraat 4A   | 52° 22' 49" NB, 4° 53' 35" OL | 6438   | Meer afbeeldingen |
| Pand met halsgevel | Gebouw                    | 1730                                    |                                                  | Buiten Wieringerstraat 8A   | 52° 22' 49" NB, 4° 53' 34" OL | 6439   | Meer afbeeldingen |
| Huis met gevel op houten pui, onder rechte lijst | Gebouw                    | 1657                                    |                                                  | Zandhoek 2                  | 52° 23' 15" NB, 4° 53' 24" OL | 6485   | Meer afbeeldingen |
| Huis, houten pui, waarboven gevel onder klokvormige rollagentop met gebogen zandstenen afdekking | Gebouw                    | 1657                                    |                                                  | Zandhoek 3                  | 52° 23' 15" NB, 4° 53' 24" OL | 6486   | Meer afbeeldingen |
| Huis, houten pui, waarboven gevel onder klokvormige top. Twee oeils-de-boeuf, drie gevelstenen | Gebouw                    | 1657                                    |                                                  | Zandhoek 4                  | 52° 23' 15" NB, 4° 53' 24" OL | 6487   | Meer afbeeldingen |
| Huis waarboven gevel onder klokvormige rollagen top | Gebouw                    | 1657                                    |                                                  | Zandhoek 5                  | 52° 23' 15" NB, 4° 53' 24" OL | 6488   | Meer afbeeldingen |
| Pand met trapgevel met vier krulankers en gevelsteen | Gebouw                    | 1657                                    |                                                  | Zandhoek 6OHS/HS/1          | 52° 23' 16" NB, 4° 53' 24" OL | 6489   | Meer afbeeldingen |
| Hoekhuis met klokgevel | Woonhuis                  | 1657                                    |                                                  | Zandhoek 7                  | 52° 23' 16" NB, 4° 53' 24" OL | 6490   | Meer afbeeldingen |
| Hoekhuis, bij de restauratie voorzien van een passende klokgevel in de 18e-eeuwse vormen | Gebouw                    | 17e eeuw (kern)                         |                                                  | Zandhoek 8                  | 52° 23' 16" NB, 4° 53' 24" OL | 6491   | Meer afbeeldingen |
| Huis, bij de restauratie voorzien van een passende klokgevel in 18e-eeuwse vormen | Gebouw                    | 17e eeuw (kern)                         |                                                  | Zandhoek 9                  | 52° 23' 16" NB, 4° 53' 24" OL | 6492   | Meer afbeeldingen |
| Huis | Woonhuis                  | 17e eeuw (kern)                         |                                                  | Zandhoek 10                 | 52° 23' 16" NB, 4° 53' 24" OL | 6493   | Meer afbeeldingen |
| Huis met puntgevel | Woonhuis                  | 17e eeuw (kern)                         |                                                  | Zandhoek 11                 | 52° 23' 17" NB, 4° 53' 24" OL | 6494   | Meer afbeeldingen |
| Huis | Gebouw                    | 17e eeuw (kern)                         |                                                  | Zandhoek 12                 | 52° 23' 17" NB, 4° 53' 24" OL | 6495   | Meer afbeeldingen |
| Huis met gevel, onder klokvormige rollagentop | Gebouw                    | 17e eeuw (kern)                         |                                                  | Zandhoek 13                 | 52° 23' 17" NB, 4° 53' 24" OL | 6496   | Meer afbeeldingen |
| Hoekhuis | Gebouw                    | 17e eeuw (kern)                         |                                                  | Zandhoek 14                 | 52° 23' 17" NB, 4° 53' 24" OL | 6497   | Meer afbeeldingen |